# Växjö–Tingsryds Järnväg

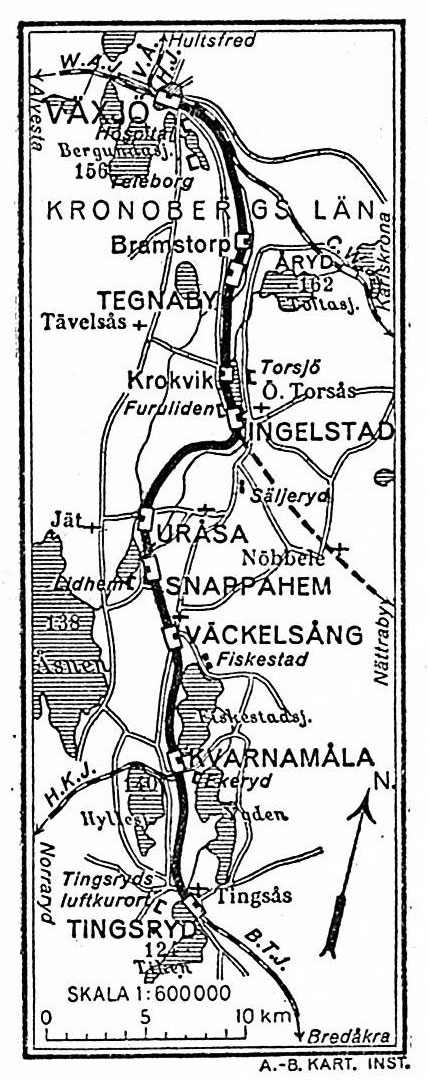
VTJ. Karta 1926.

Växjö–Tingsryds Järnväg (WTJ) var en 45 kilometer lång järnväg i Kronobergs län mellan Växjö och Tingsryd. Järnvägen var smalspårig med spårvidden 1 067 millimeter. Rälsvikt 24,8 kg/meter. Slipersavstånd 0,79 meter.

## Historia
I slutet av 1894 blev klart att det skulle byggas en järnväg till Tingsryd från Bredåkra på Mellersta Blekinge järnväg. Privatpersoner från Växjö sökte en koncession som beviljades den 22 november 1895. Växjö–Tingsryds järnvägaktiebolag bildades i januari 1896 och övertog koncessionen. Järnvägen började byggas 1896 och kostnaden för banan var 350 000 kronor. WTJ öppnades för trafik den 26 november 1897. I Tingsryd utgick järnvägen från stationen vid Bredåkra–Tingsryds Järnväg och i Växjö anslöt den till stationen vid Växjö–Alvesta Järnväg vars spår korsades för att nå den med Växjö–Åseda–Hultsfreds Järnväg gemensamma verkstaden.
WTJ köpte 1913 Hönshylte–Kvarnamåla Järnväg (HKJ) vilken dock drevs vidare som ett självständigt järnvägsbolag. HKJ såldes 1932 vidare till Karlshamn–Vislanda–Bolmens Järnväg.
Svenska staten köpte WTJ 1941 och driften togs över av Statens Järnvägar (SJ). SJ upphörde med persontrafiken 1965 och godstrafiken upphörde 1971 varefter spåren revs.

### Fordon
Bolaget köpte 1897 två tanklok från Nydqvist & Holm och ytterligare ett år 1900. Kalmar Verkstad levererade ett tanklok 1921. Vid trafikstarten fanns det 52 godsvagnar, 3 personvagnar och 1 kombinerad person/postvagn. Järnvägen ingick från 1908 i Trafikförvaltning Växjö Järnvägar.

### Trafik
Resan mellan Tingsryd och Växjö tog 1917 över två timmar och det gick tre tåg som mest i varje riktning. Restiden hade 1930 förkortats till en och en halv timma och det gick upp till fem tåg i varje riktning.

## Nutid
Banvallen finns kvar förutom i Växjö. Närmast Tingsryd är den cykelväg medan resten har lämnats åt naturen.

## Källhänvisningar
1. 1 2 3 4 5 6  VTJ, Växjö – Tingsryds Järnväg
2. ↑  Lantmäteriet Historiska kartor Växjö-Tingsryds Järnväg
3. ↑  BANVAKT.se Bandel nr 575
4. ↑  Historiskt om Svenska Järnvägar Bandelar i Nummerordning 575 Växjö-Tingsryd
5. ↑  Nordisk familjebok 1910 Hönshylte–Kvarnamåla järnväg
6. ↑  ”Om Växjöbanorna idag”. Postvagnen. 15 april 2009. Arkiverad från originalet den 27 april 2013. http://archive.today/2013.04.27-163217/http://www.postvagnen.com/forum/index.php?mode=thread&id=133241%23p133241.
7. ↑  Tingsryds turistbyrå Vandra och cykla i Tingsryd kommun Tur 5[död länk]